# Zigrasimecia
Zigrasimecia este un gen dispărut de furnici care a existat în perioada Cretacic cu aproximativ 98 de milioane de ani în urmă. Primele exemplare au fost colectate din chihlimbarul birmanez în Statul Kachin, 100 kilometri (62 mi) la vest de orașul Myitkyina din Myanmar. În 2013, paleoentomologii Phillip Barden și David Grimaldi au publicat o lucrare care descrie și denumește Zigrasimecia tonsora. Ei au descris o femelă dealate cu trăsături neobișnuite, în special mandibulele foarte specializate. Alte caracteristici includ oceli mari, scape scurte, 12 antenomere, ochi mici și o margine clypeal care are un rând de denticule asemănătoare cu pilonii. Genul Zigrasimecia a fost inițial incertae sedis (locare incertă) în Formicidae până când o a doua specie, Zigrasimecia ferox, a fost descrisă în 2014, ducând la plasarea sa în subfamilie Sphecomyrminae. Mai târziu, a fost considerat a aparține subfamiliei distincte Zigrasimeciinae.